# 北京交通大学土木建筑工程学院
土木建筑工程学院，习惯简称“土建学院”，为北京交通大学的一个学院。
北京交通大学土木建筑工程学院成立于1996年，其前身是1956年成立的北京铁道学院铁道建筑系。

## 下设机构
- 桥梁工程系
- 隧道与地下工程系
- 建筑工程系
- 岩土工程系
- 道路与铁道工程系
- 市政与环境工程系
- 力学系和土木工程实验中心
- 隧道与地下工程教育部工程中心
- 城市轨道工程研究中心
- 勘察设计研究院